# شهاب‌سنگ یاردیملی
شهاب‌سنگ یاردیملی (به لاتین: Yardımlı meteoriti یا آروس Ərus meteoriti) یک شهاب‌سنگ آهنی است در تاریخ ۲۴ نوامبر ۱۹۵۹ میلادی در شهرستان یاردیملی در جمهوری آذربایجان سقوط کرد. بقایای آن در روستای اروس از توابع همین شهرستان یافت شد. با پنج نمونه به‌دست‌آمده، جرم کل شهاب‌سنگ برابر با ۱۵۰٫۲۹ کیلوگرم (۳۳۱٫۳ پوند) تخمین زده می‌شود. این شهاب‌سنگ در انستیتوی زمین‌شناسی آکادمی ملی علوم جمهوری آذربایجان نگهداری می‌شود. به گفته مدیر رصدخانه اخترفیزیکی شماخی، ایوب قلی‌اف، این شهاب‌سنگ احتمالاً از بارش شهابی برساوشی سرچشمه گرفته‌است.
شاهدان عینی در آن هنگام دیدند که آذرگوی درخشان از ابرهای جنوب‌غربی تا شمال‌شرقی در حال گذر است. سقوط این شهاب‌سنگ با یک شعله نوری روشن و درخشان‌تر از نور خورشید همراه بود و صدایی ملنند رعد و برق داشت و در حال چرخش بود. نور آن مساحتی حدود ۲٬۸۰۰ کیلومتر مربع (۱٬۱۰۰ مایل مربع) را در برگرفت. سقوط قطعات جداگانه و صدای حاصل آن‌ها مانند سوت‌زدن یا پرواز هواپیمای بدون سرنشین و هواپیمای جت یا موشک بود. بررسی ویژگی‌های شیمیایی و فیزیکی شهاب‌سنگ توسط محقق اهل جمهوری آذربایجان، میرعلی قشقایی انجام شد. این شهاب‌سنگ از یک الگوی ویدمن‌اشتاتن پیروی می‌کند و از مقدار کمی از تریتیوم غیرعادی برخوردار است. ناهنجاری‌های مشابه تریتیوم پیش‌تر در سایر شهاب‌سنگ‌های آهنی دیده شده بود.
بنا به درخواست دانشمندان آمریکایی، کمیته شناسایی شهاب‌سنگ شوروی نمونه‌های شهاب‌سنگ را به دانشگاه کالیفرنیا، رصدخانه نجوم کمبریج و موسسه تحقیقات هسته‌ای دانشگاه شیکاگو و همچنین به سرن ارسال کردند؛ همچنین یکی از نمونه‌ها در موزه معدنی فرسمان نگهداری شد.

## فهرست قطعه‌ها
- نخست ۱۱٫۳ کیلوگرم (۲۵ پوند)
- دوم ۵٫۷ کیلوگرم (۱۳ پوند)
- سوم ۵٫۹۳ کیلوگرم (۱۳٫۱ پوند)
- چهارم ۰٫۳۶ کیلوگرم (۰٫۷۹ پوند)
- پنجم ۱۲۷ کیلوگرم (۲۸۰ پوند)